# Ecosystems and People
Ecosystems and People ist eine begutachtetes, internationales Fachjournal für den Themenbereich biologischen Vielfalt und Ecosystem Services.
Die Zeitschrift ist interdisziplinär und beschäftigt sich thematisch mit geographischen, umwelttechnischen und biologischen Themen. Der Impact Factor beträgt 5,2 und sie belegt Platz 40 von 449 Fachzeitschriften.
Der Name der Zeitschrift änderte sich über die Zeit: 2011–2018 International Journal of Biodiversity Science, Ecosystem Services & Management und 2005–2010 International Journal of Biodiversity Science & Management.